# Municipio de Big Creek (condado de Henry)
El municipio de Big Creek (en inglés: Big Creek Township) es un municipio ubicado en el condado de Henry en el estado estadounidense de Misuri. En el año 2010 tenía una población de 272 habitantes y una densidad poblacional de 2,51 personas por km².

## Geografía
El municipio de Big Creek se encuentra ubicado en las coordenadas 38°30′43″N 93°53′49″O / 38.51194, -93.89694. Según la Oficina del Censo de los Estados Unidos, el municipio tiene una superficie total de 108.51 km², de la cual 106,55 km² corresponden a tierra firme y (1,8 %) 1,96 km² es agua.

## Demografía
Según el censo de 2010, había 272 personas residiendo en el municipio de Big Creek. La densidad de población era de 2,51 hab./km². De los 272 habitantes, el municipio de Big Creek estaba compuesto por el 99,26 % blancos, el 0,37 % eran isleños del Pacífico, el 0,37 % eran de otras razas. Del total de la población el 4,78 % eran hispanos o latinos de cualquier raza.